# Pretilia tuberculata
Pretilia tuberculata là một loài bọ cánh cứng trong họ Cerambycidae.